# Селиверстов, Игнатий Селиверстович
Игна́тий Селиве́рстович Селиве́рстов (1827—1897) — российский общественный деятель, градоначальник Петрозаводска, купец.

## Биография
Вёл винную и хлебно-бакалейную торговлю.
Неоднократно избирался гласным Петрозаводской городской думы.
В 1888—1891 годах — городской голова Петрозаводска.
Являлся активным членом Петрозаводского благотворительного общества, Попечительства императрицы Марии о слепых, губернского отделения Общества спасания на водах.
Похоронен на Зарецком кладбище Петрозаводска.

## Семья
Первая жена — Ефимия Егоровна, урождённая Качалова, вторая жена — Надежда Михайловна, урождённая Кирьянова. От двух браков имел одиннадцать детей.